# Jacques Glénat
Jacques Glénat (nacido el 21 de mayo de 1952 en Grenoble), a veces llamado Jacques Glénat-Guttin, es un editor francés, fundador de la editorial del mismo nombre. Es particularmente conocido por su trabajo en cómics.

## Biografía

### Infancia
Nieto de comerciantes de la antigua provincia del Delfinado, es hijo adoptivo de un doctor de salud laboral llamado Guttin. A menudo él mismo indica la contribución de su abuela a su pasión por los cómics, explicando que ella lo suscribió a Spirou a la edad de 12 años y recuerda su ayuda en la elaboración de sus primeros fanzines.
Desde ese momento se hace miembro de varios clubes de cómics, y admiró especialmente el fanzine Ran Tan Plan, publicado por el club de amigos de los cómics. La influencia de este título le empuja a crear la revista Smurf cuando solo tenía 16 años, lanzando la imagen del joven editor «en pantalones cortos», lema utilizado en todas las comunicaciones oficiales del grupo. Su primer número está dedicado a una historia del fandom escrita por él mismo, gracias al que conoce a quienes serán sus brazos derechos para acompañar su carrera editorial, Numa Sadoul y Henri Filippini. También inició diversos estudios como farmacia, medicina, inglés y arquitectura, que no llegaría a finalizar.

### Como autor
Publica su primer artículo en la revista Schtroumpf, donde continúa escribiendo durante algunos números, además de una historia en el periódico Risque-Tout, un artículo sobre Little Nemo y otros artículos breves. Pronto deja de escribir artículos, contentándose con participar en entrevistas de vez en cuando, y se dedica a la gestión de la edición. Sin embargo, en 1972 escribe un artículo de eco en Robidule n° 2 (un fanzine donde también publicó Bernard Hislaire), y luego se convierte en columnista de noticias sobre historietas para la revista Charlie Mensuel de 1971 a 1974. En ella escribía y analizaba la historia y publicación de fanzines, atrayendo habitualmente las burlas de Georges Wolinski, aún editor en jefe. Fue despedido de la revista en circunstancias poco claras, según él debido a una entrevista con Goscinny publicada en Schtroumpf en la que el editor de la también revista Pilote atacó a Charlie Mensuel. Más adelante Yves Frémion reanudó su columna y Glénat ya casi nunca produjo más artículos, excepto para la Historia de los cómics en Francia y Bélgica, publicada en 1980, y como prólogo de algunas obras.

### Ediciones Glénat
En 1972 publicó los primeros álbumes con ediciones Glénat, logrando un gran éxito con las obras del dibujante francés Claude Serre. Galardonado con el premio a la mejor editorial francesa en el Festival de Angulema de 1974, transformó la editorial en una sociedad limitada con un capital de 20.000 francos, 6.000 de los cuales fueron aportados por sus padres.
Ediciones Glénat publica cómics de diversas temáticas, desde historias sobre la vida cotidiana, hasta especialmente libros relacionados con el entorno marino y natural. En 2006, se convirtió en accionista del 18 % de TV8 Mont-Blanc, y también creó la Fundación Glénat en septiembre de 2012 para adquirir obras de arte y hacer exposiciones en el convento Sainte-Cécile de Grenoble, recientemente rehabilitado como sede.

### Condena por evasión de impuestos
En abril de 2016,su nombre aparece en el caso de los Papeles de Panamá, donde se demuestra que en 2009 compró Getway S.A., empresa especializada en la adquisición de arte, con una cuenta domiciliada en Seychelles (un paraíso fiscal). La cuenta muestra actividad hasta 2014 y se comprueba que es utilizada para comprar pinturas de gran valor y ebanistería de época. Glénat denuncia inicialmente la información como «escandalosa», explicando que su tenencia es legal y que la cuenta fue declarada y luego cerrada, pero más tarde reconoce que fue «plenamente consciente de las consecuencias fiscales y penales». Según la Fiscalía Nacional Financiera, este fraude permitió la ocultación de 9,9 millones de euros y el cobro «ilegal» de 4 millones de euros en dividendos. Fue condenado por evasión de impuestos a una pena de prisión de dieciocho meses.
En abril de 2018, el grupo ACME (grupo universitario para la investigación internacional sobre historietas) organizó una jornada de estudio sobre Jacques Glénat y su impacto, en la Universidad de Lieja. Este es el primer trabajo académico colectivo centrado en el editor.

## Obras
- Histoire de la Bande dessinée en France et en Belgique (Historia del cómic en Francia y Bélgica), con Thierry Martens, Henri Filippini y Numa Sadoul, Glénat, 1980.

## Premios y reconocimientos
- 1974: Premio a la editorial francesa del Festival de Angulema.

#### Condecoraciónes
- Caballero de la Legión de Honor Francesa (Chevallier de la Légion d'honneur, 14 de julio de 2018)[15]
- Caballero de la Orden del Mérito cultural de Mónaco (Chevalier de l'ordre du Mérite culturel de Monaco, 18 de  noviembre de 2021)[16]